# Macaron de Montmorillon
Le macaron de Montmorillon est une spécialité culinaire de la ville de Montmorillon (Vienne).

## Historique
La tradition orale prétend que c'est le frère Roger Girard, confesseur de Marie de Médicis, prieur de la Maison-Dieu de Montmorillon, qui apporta la recette du macaron dans la ville. Cependant les plus anciennes traces écrites de l'existence du macaron de Montmorillon ne remontent pas avant le XVIIIe siècle.
Au milieu du XIXe siècle, deux sœurs, habitantes de la ville, les sœurs Chartier décidèrent de fabriquer des macarons. En 1901, la fille d'une des sœurs reprit le flambeau et transmit le savoir-faire à sa fille Madeleine qui prit les rênes de la fabrication en 1920. Aujourd'hui ses descendants perpétuent la tradition au sein de la Maison Rannou-Métivier.
Un musée à Montmorillon retrace l'histoire de la fabrication du macaron, de l’amandier jusqu’au produit fini.

## Caractéristiques
L'originalité du macaron de Montmorillon réside dans sa forme de petite couronne ducale utilisée dès l'origine semble-t-il.
Ingrédients :
- poudre d'amande
- sucre en poudre
- extrait d'amande amère
- blanc d’œuf
- sel